# Kitty Wells
Kitty Wells, née Muriel Ellen Deason à Nashville, Tennessee, le 30 août 1919, et morte le 16 juillet 2012, est une chanteuse de musique country qui a connu de très grands succès, ayant fait plus de 400 albums.

## Sa jeunesse
Kitty Wells reçut, dès sa jeunesse une grande influence de la musique. Son père et son oncle étaient musiciens country, tandis que sa mère était une chanteuse gospel. Par contre, les temps difficiles ont quand même eu un impact sur la vie de la future vedette et en 1934, Wells quitta l’école pour travailler à la Washington Manufacturing Company, repassant des chemises pour un salaire hebdomadaire de neuf dollars.

## Carrière
Avec sa cousine et ses deux sœurs, elle forma le groupe des Deason Sisters. Celles-ci chantaient régulièrement à la radio WSIX, dans sa ville natale. En 1938, elle se maria à un dénommé Johnnie Wright, alors qu’elle n’avait que 18 ans. De cette union, un autre groupe fut créé : Johnnie Wright and the Harmony Girls. Ce groupe était composé du nouveau couple Wright ainsi que de la sœur de Johnnie Wright, Louise.
Un an plus tard, en 1939, Johnnie Wright se joint à Jack Anglin pour former le duo Johnnie & Jack. Kitty Wells était chanteuse secondaire dans ce duo. Fait très important, c’est durant leur voyage dans le Sud au début des années 1940, pour chanter dans des émissions de radio, que Jonnie Wright proposa à sa femme le nom de scène de Kitty Wells. L’idée vient d’une chanson de la famille Pickard.
Cependant, les enregistrements de Wells ne connaissent pas vraiment de succès durant les années 49-50, tout le contraire du groupe de son mari. Johnnie & Jack a participé à la populaire émission Grand Ole Opry, enregistrée dans le Ryman Auditorium. C’est grâce au revenu apporté par cette prestation que Kitty Wells a enregistré son premier grand hit : It Wasn’t God Who Made Honky Tonk Angels, enregistré au Castle Studio pour le compte de Decca Records. Le titre fut 27e au Billboard Pop Charts, en plus d’avoir vendu 800 000 copies de son album original. Toutefois, NBC interdit la diffusion de la chanson sur ses ondes, suggérant que les propos tenus dans la pièce étaient suggestifs et vulgaires. Ce qui en plus interdira à Kitty Wells d’aller en représentation comme son mari au Grand Ole Opry. Cependant le public n’avait pas dit son dernier mot.
Kitty Wells continue en écrivant et chantant des chansons à saveur féministe et empreintes de profondes émotions, dont : Release me (1954), Making Believe (1955) et I can’t stop loving you (1958). Elle se permet aussi dans des thèmes plus contemporains avec des chansons qui sont maintenant des hits, comme : Your Wild Life’s Gonna, I heard the Jukebox Playing, Will your Lawyer Talk to God, Broken Marriage Vows et autres.
Aller voir Kitty Wells sur scène valait son pesant d’or. Madame Wells apparaissait comme une femme sans prétention, correcte, même un peu démodée dans son habillement.
Dans toute sa carrière, elle est apparue comme la femme star de la country qui a été au top dans sa génération, accumulant 38 Top 10 du Billboard. Elle a même fait son propre show télévisé en 1968 et son dernier hit majeur a été en 1971. Sa série télévisée a continué jusqu’en 1990, avec ses 3 enfants, Bobby, Ruby, Carol-Sue, sous le nom de The Kitty Wells-Johnnie Wright Family Show.

## Famille et carrière
Durant toute sa carrière, Kitty Wells a mis sa famille avant tout, en introduisant ses enfants dans ses shows. Par exemple, lors du décès de Jack Anglin, elle a fait appel à son fils Bobby pour un poste permanent dass son spectacle. Les enfants sont montés sur scène dès qu'ils savaient marcher. Par ailleurs, les Wells-Wright ont fondé leur compagnie d'enregistrement, sous le nom de Ruboca Records, nom tiré des prénoms des enfants (RUby, BObby, CArol-Sue). Elle a confié la gestion de cette compagnie à son gendre, John Sturdivant. C'est pour cette compagnie qu'elle a chanté son tout dernier hit : Thank You For The Roses, alors qu'elle avait 60 ans.

## Reconnaissances et prix
Comme reconnaissance, elle a été élue au Country Music Hall of Fame en 1976. Mais sans aucun doute, sa nomination aux Grammy Awards pour Honky-Tonk Angels Medley avec K.D. Lang, Loretta Lynn et Brenda Lee fut tout aussi importante. En 1991, elle reçut un Grammy pour l’ensemble de son œuvre. Elle a été la première chanteuse country à recevoir cette reconnaissance, et la troisième dans la catégorie country, après Roy Acuff et Hank Williams. Voici l'ensemble des honneurs que Kitty Wells a reçus :
- Country Music Association's Hall of Fame, 1976
- NARAS Governor's Award for Outstanding Achievement in the Recording Industry, 1981
- Academy of Country Music's Pioneer Award, 1985
- NARAS' Grammy Lifetime Achievement Award, 1991
- The Music City News' Living Legend Award, 1993

## Discographie
1956
- Winner of your Heart
- Country Hit Parade

1959
- Dust on the Bible
- After Dark

1960
- Kitty's Choice

1961
- Kitty Wells Golden Favorites
- Heartbreak U.S.A.
- Kitty Wells and Red Foley's Golden Hits

1962
- Christmas with Kitty Wells
- Singing on Sunday
- The Queen of Country Music

1963
- The Kitty Wells Story

1964
- Especially for You
- Country Music Time

1965
- Lonesome, Sad and Blue
- Burning Memories
- The Kitty Wells Family Gospel Sing
- Lonesome Street

1966
- The Kitty Wells Show
- Guilty Show
- Kitty Wells
- Kitty Wells sings songs made famous by Jim Reeves
- Country All the Way
- Kitty Wells [Vocalion]

1967
- Queen of Honky Tonk
- Together Again
- Love Makes the World Go Around

1968
- Cream of Country Hits
- Kitty Wells Greatest Hits
- Kitty Wells Showcase
- Showcase

1969
- Bouquet of Country Hits
- Country Heart

1970
- Your Love is the Way
- Singin' Em' Country

1971
- Pledging My Love
- Sing Heartwarming Gospel Songs
- They're Stepping All over My Heart

1972
- I've Got Yesterday
- Sincerely
- Heartwarming Gospel Songs

1974
- Forever Young

1979
- Kitty Wells Hall of Fame Vol.1

1981
- Kitty Wells Hall of Fame Vol.2

1987
- The Golden Years

1988
- It Wasn't God who made...

1989
- Greatest Hits, Vol. 1
- Greatest Hits, Vol. 2

1990
- Jesus is coming soon
- Christmas Day
- Greatest Hits [Hollywood]

1991
- Country Spotlight
- Country Music Hall of Fame

1994
- Kitty Wells [Eclipse]

1988
- It Wasn't God who made...

1995
- Greatest Songs
- Twenty Greatest Hits
- Kitty Wells Greatest Hits
- Kitty Wells Duets

1996
- Together
- Honky Tonk Angel
- Christmas with Kitty Wells [Eclipse]
- The Best of Kitty Wells [King]
- One Day at a Time

1999
- Country Music Hall of Fame 1976

2000
- Good Old Country
- God's Honky Tonk Angel: The First Queen of Country Music

2001
- Country Stars & Stripes
- Christmas Legends

2003
- Collection, Kitty Wells

2004
- It Wasn't God Who Made Honky Tonk Angels [Dynamic]
- 20 All Time Greatest Hits
- Sings Her Gospel Hits: Dust on the Bible

2005
- Greatest Hits

2006
- Makin' Believe
- Queen of Country Music [American Legends]